# Шилівське
Ши́лівське —  село в Україні, в Сумській області, Роменському районі. Населення становить 3 особи. Входить до складу Роменської міської громади. До 2020 орган місцевого самоврядування - Пустовійтівська сільська рада.

## Географія
Село Шилівське розташоване на відстані 1 км від сіл Скрипалі та Галенкове, та 5 км - місто Ромни.

## Історія
12 червня 2020 року, відповідно до розпорядження Кабінету Міністрів України № 723-р «Про визначення адміністративних центрів та затвердження територій територіальних громад Сумської області», село увійшло до складу Роменської міської громади.
19 липня 2020 року, в результаті адміністративно-територіальної реформи та ліквідації Роменського району(1930—2020), увійшло до складу новоутвореного Роменського району.

## Населення

### Мова
Розподіл населення за рідною мовою за даними перепису 2001 року:
| Мова       | Кількість | Відсоток |
| ---------- | --------- | -------- |
| українська | 3         | 100%     |